# Труш Володимир Васильович
Володи́мир Васи́льович Тру́ш (10 вересня 1977, Новий Розділ, Львівська область — 31 жовтня 2015, м. Авдіївка, Донецька область) — український військовик (заступник командира роти по роботі з особовим складом) та педагог (старший викладач факультету культури і мистецтв Львівського національного університету імені Івана Франка).

## Життєпис
Володимир Труш народився 10 вересня 1977 року в Новому Роздолі Миколаївського району Львівської області.
У 1984—1994 роках навчався у Новороздільській ЗОШ № 1. У 2000 році закінчив філологічний факультет Львівського національного університету, вступив до аспірантури, яку закінчив у 2004 році. У 2000—2002 — старший лаборант, з 2001 — асистент кафедри бібліотекознавства і бібліографії. У 2001—2002 роках перебував на посаді заступника декана філологічного факультету, а у 2003—2006 — заступника декана факультету культури і мистецтв Львівського університету.
Володимир Труш також відповідав за організацію роботи зі збору матеріалів до Енциклопедії Львівського університету (від філологічного факультету та факультету культури і мистецтв). Був представником факультету культури і мистецтв у страйковому комітеті університету під час Революції гідності.
6 лютого 2015 року мобілізований до лав ЗСУ та призначений на посаду заступник командира 12-ї механізованої роти по роботі з особовим складом 4-го механізованого батальйону 24 ОМБР. Виконував бойові завдання в районі «Бахмутської траси», — на околицях Гірського та біля Новотошківського.
Із червня 2015 року, разом із батальйоном, переведений в новостворену 53-ю окрему механізовану бригаду. Батальйон передислоковано в місто Авдіївка, що неподалік Донецького аеропорту.
Загинув 31 жовтня 2015 року під час виконання бойового завдання разом із капітаном Віталієм Кравченком у лісі між Авдіївкою та об'їзною дорогою Донецька (неподалік від «Царської охоти»), підірвавшись на вибуховому пристрої з «розтяжкою».
Похований у Львові на Личаківському кладовищі (поле почесних поховань № 76).

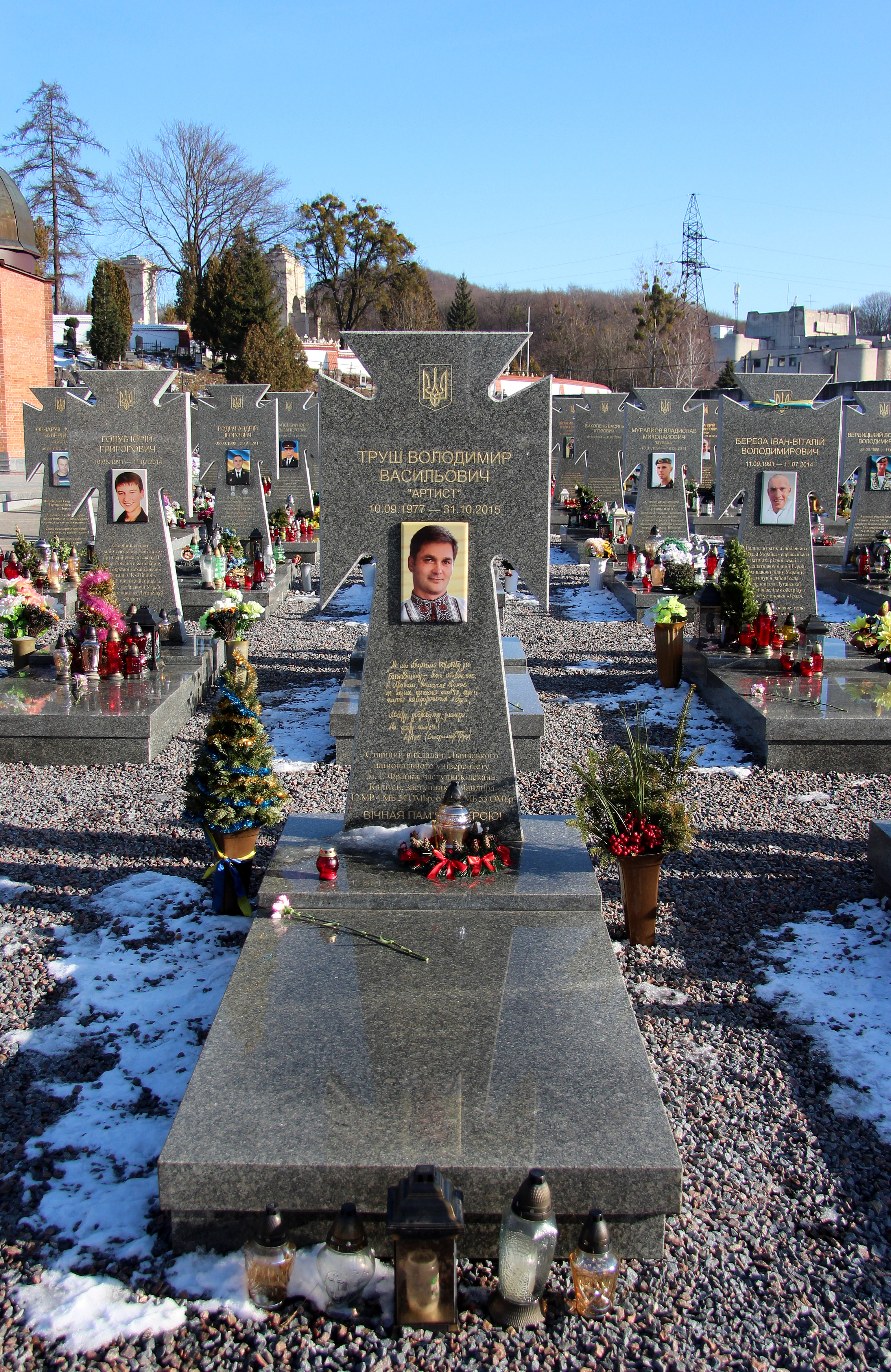

У Володимира Труша залишилися батьки, брат, дружина та двоє синів — 2005 і 2012 рр. народження.

## Вшанування пам'яті
Рішенням ректорату Львівського університету 2—9 листопада 2015 року оголошені тижнем жалоби в університеті за загиблим викладачем Володимиром Трушем.
Поховання Володимира Труша відбулося 4 листопада 2015 року на Личаківському цвинтарі на полі почесних поховань № 76.
16 січня 2016 року Указом Президента України № 9/2016 капітан Володимир Труш посмертно нагороджений орденом «За мужність» ІІІ ступеня — з формулюванням: «за особисту мужність і високий професіоналізм, виявлені у захисті державного суверенітету та територіальної цілісності України, вірність військовій присязі».
За рішенням Ученої ради Університету, його ім'я буде присвоєно одній із аудиторій корпусу факультету культури і мистецтв на вул. Валовій, 18.